# 안테나 이득
전자기학에서 안테나의 전력 이득 또는 단순히 이득은 안테나의 지향성과 전기 효율을 결합한 핵심 성능 수치이다. 송신 안테나에서 이득은 안테나가 입력 전력을 지정된 방향으로 진행하는 전파로 얼마나 잘 변환 하는지를 나타낸다. 수신 안테나에서 이득은 안테나가 특정 방향에서 도달하는 전파를 전력으로 얼마나 잘 변환하는지를 나타낸다. 방향이 지정되지 않은 경우의 "이득"은 이득의 피크 값을 가리키는 것으로 이해되고 안테나의 주 로브(main lobe) 방향의 이득에 해당한다. 방향의 함수로서의 이득 플롯을 이득 패턴 또는 방사 패턴이라고한다.
안테나 이득은 일반적으로, 안테나의 빔 축 상의 원거리 소스 안테나에서 생성 된 전력 값과, 모든 방향의 신호에 똑같이 민감한 가상의 무손실의 등방성 안테나에 의해 생성 된 전력 값의 비율로 정의된다. 일반적으로 이 비율은 데시벨의 단위로 표시되는데, 이러한 단위는 "데시벨-등방성"(dBi)이라고 한다. 다른 정의에서는 수신된 전력을, 무손실의 반 파장 다이폴 안테나로 수신 된 전력과 비교하는데, 이 경우 단위는 dBd 로 표시된다. 무손실 다이폴 안테나는 2.15dBi의 이득을 가지기 때문에, 이들 단위 사이의 관계는 {\displaystyle \mathrm {Gain(dBd)} =\mathrm {Gain(dBi)} -2.15}가 된다.
주어진 주파수에서 안테나의 유효 면적은 전력 이득에 비례한다. 안테나의 유효 길이는 특정 주파수에 대한 안테나의 이득의 제곱근과 복사 저항에 비례한다. 상호성(reciprocity)으로 인해, 임의의 상호 안테나의 수신 이득은 송신 이득과 동일하다.
지향성 이득 또는 지향성은 안테나의 전기 효율을 고려하지 "않은" 다른 측정 방법이다. 이 용어는 때때로 수신 안테나의 경우에 더욱 관련성이 있으며, 안테나가 한 방향의 신호를 수신하고 다른 방향에서 오는 간섭 신호는 거부하는 기능에 주로 관련된다.

## 전력 이득
전력 이득 (또는 단순히 이득)은 안테나 효율 Eantenna 와 지향성 D를 결합한 단위없는 측정값이다.
{\displaystyle G=E_{antenna}\cdot D}
효율성과 지향성의 개념은 다음에 달려 있다.

### 효율
송신 안테나는 공급선(feedline)의 어느 지점에서 입력 전력 {\displaystyle P_{in}}를 수신한다. 어떤 지점은 통상적으로 안테나의 지점으로 선택되고(급전점, feedpoint ), 따라서 급전선에서의 줄 열(Joule heating) 및 급전선으로의 하향 반사에 의한 전력 손실은 고려하지 않는다. 안테나의 효율성 {\displaystyle E_{antenna}}은 안테나의 총 복사 전력 {\displaystyle P_{o}}을 피드 포인트에서의 입력 전력으로 나눈 값이다.
{\displaystyle E_{antenna}={P_{o} \over P_{in}}}
전자기에서의 상호 법칙(reciprocity theorem)에 의하여 안테나가 "송신할 때"와 "수신할 때"의 안테나의 전기적 특성, 예를 들어 효율, 방향성 및 이득이 동일 함이 보증된다.

### 지향성
안테나는 출력 전력이 3차원에서 임의의 주어진 방향으로 어떻게 분배 되는지와 관련하여, 어느 정도의 방향성은 항상 존재한다. 여기에서는 방향을 구면 좌표{\displaystyle (\theta ,\phi )} 로 표기하는데, 여기서 {\displaystyle \theta }는 지정된 기준면 (예 :지면) 위쪽으로의 고도 또는 각도이며,  {\displaystyle \phi }는 특정 방향의 기준평면에 대한 투영과, 해당 평면에서 특정 기준 방향(예 : 북쪽 또는 동쪽)과의 사이 각도인 방위각이다.
가능한 방향 {\displaystyle (\theta ,\phi )}에 대한 함수로서의 출력의 분포는 복사 강도 {\displaystyle U(\theta ,\phi )}( SI 단위 : 스테라디언 당 와트, W sr -1 )에 의해 주어진다. 출력은 방사선 세기를 모든 입체각  {\displaystyle d\Omega =\sin \theta \,d\theta \,d\phi }에 대하여 합산하여 얻어진다.
{\displaystyle P_{o}=\int _{-\pi }^{\pi }\int _{-\pi /2}^{\pi /2}U(\theta ,\phi )\,d\Omega =\int _{-\pi }^{\pi }\int _{-\pi /2}^{\pi /2}U(\theta ,\phi )\sin \theta \,d\theta \,d\phi .}
따라서 평균 방사선 강도 {\displaystyle {\overline {U}}}는 다음과 같이 주어진다.
{\displaystyle {\overline {U}}={\frac {P_{o}}{4\pi }}~~} ; 구는 4 π 스테라디안이므로
       {\displaystyle ={\frac {E_{antenna}\cdot P_{in}}{4\pi }}}  ; {\displaystyle P_{o}}에 대하여 첫 번째 공식을 사용 .
지향성 이득 또는 지향성 {\displaystyle D(\theta ,\phi )}은 평균 방사 강도 {\displaystyle {\overline {U}}} 에 대하여 특정 방향으로의 안테나의 방사 강도 {\displaystyle U(\theta ,\phi )} 의 비값이다. 즉,
{\displaystyle D(\theta ,\phi )={\frac {U(\theta ,\phi )}{\overline {U}}}.}
등방성 안테나는 모든 방향에서 동일한 방사 강도를 갖는 안테나를 의미하므로 효율성에 관계없이 모든 방향에서 지향성 1을 갖는다. 보다 일반적으로 모든 안테나의 최대, 최소 및 평균 지향성은 항상 최소 1, 최대 1, 정확히 1이고, 반파 쌍극자의 경우에 각 값은 1.64 (2.15 dB ), 0 및 1이다.
지향성 안테나의 지향성 {\displaystyle D}가 방향에 무관하게 주어지면, 이는 어떤 방향의 최대 지향성을 지칭한다.
{\displaystyle D=\max _{\theta ,\,\phi }D(\theta ,\phi ).}

### 이득
어떤 안테나의 주어진 방향으로의 전력 이득 또는 단순히 이득 {\displaystyle G(\theta ,\phi )}은 주어진 방향에서 안테나의 방사 강도  {\displaystyle U(\theta ,\phi )}와, 완전한 효율을 갖는 안테나의 평균 복사 강도에 대하여 갖는 비율로 정의하여 그 효율성을 고려한다. 후자 {\displaystyle U(\theta ,\phi )}는 {\displaystyle P_{in}/4\pi }와 같으므로, 이득값은 아래와 같이 주어진다.
{\displaystyle G(\theta ,\phi )={\frac {U(\theta ,\phi )}{P_{in}/4\pi }}}
                {\displaystyle =E_{antenna}\cdot {\frac {U(\theta ,\phi )}{\overline {U}}}}   ;  {\displaystyle {\overline {U}}}에 대한 2번째 등식으로부터
                {\displaystyle =E_{antenna}\cdot D(\theta ,\phi )}   ;  {\displaystyle D(\theta ,\phi )}에 대한 등식을 이용
지향성과 마찬가지로, 안테나의 이득 {\displaystyle G} 가 방향에 관계없이 주어지면, 이는 모든 방향에 대한 최대 이득을 나타내다. 이득과 지향성 간의 유일한 차이점은 상수 인자 {\displaystyle E_{antenna}}로  {\displaystyle \theta },  {\displaystyle \phi }에 무관하므로, 이 절의 기본 공식을 얻게된다.
{\displaystyle G=E_{antenna}\cdot D}

### 요약
송신기로부터 안테나로 수신 된 전력의 일부만이 실제로 안테나에 의해 방사되는 경우 (즉, 100 % 미만의 효율), 지향성 이득은 주어진 방향으로 방사된 전력을 그 총 전력 대신에 총전력에 비하여 감소된 수신 전력과 비교하므로 비효율은 고려되지 않는다. 따라서 방향성은 모든 방향에 대한 최대 지향이득으로, 항상 "1 이상"이다. 반면에, 전력 이득은 안테나가 송신기로부터 수신하는 실제 전력과 주어진 방향에서의 방사 전력을 비교함으로써 낮은 효율을 고려하므로, 안테나가 전파를 송신기로부터 수신기쪽으로 보내는 능력에 기여하는 정도에 관한 실제 유용한 전력 지수가 된다. 등방성 안테나의 전력 이득은 모든 방향에 대하여 효율과 동일하고, 따라서 항상 1을 초과하지 못하나, 지향성 안테나의 경우에는 1을 초과할 수 있고 이상적으로는 1을 초과하여야 한다.
임피던스 불일치의 경우, P in 은 전송선의 입사 전력에서 반사 된 전력을 뺀 값으로 계산된다. 또는 등가적으로 안테나 단자에서의 실효 전압 V의 관점에서 :
{\displaystyle P_{in}=V^{2}\cdot Re\left\lbrace {\frac {1}{Z_{in}}}\right\rbrace }
여기서 Zin 은 급전점의 임피던스이다.

## 데시벨 단위의 게인
안테나 이득에 대하여 표기되는 숫자는 대개 대수(log) 스케일인 데시벨 (dB)로 표시된다. 이득 계수 G로부터 데시벨의 이득은 다음과 같이 구한다.
{\displaystyle G_{dBi}=10\cdot \log _{10}\left(G\right)}
따라서 피크 전력 이득이 5 인 안테나는 7dBi의 이득을 갖는다. 등방성 복사체와 비교되는 기본 정의에 따른 안테나 이득이라는 것을 강조하기 위해 "dB" 대신 "dBi"가 사용된다.
안테나의 실제 이득을 실험실에서 측정 할 때는, 예를 들어 송신기 전력 1 와트를 공급할 때 시험 안테나에서 일정거리에서의 전계강도를 측정한다. 이 전계 강도는 테스트중인 안테나의 이득을 결정하기 위해 동일한 전력을 수신하는 동일한 거리에서 소위 "기준 안테나"를 사용하여 측정된 전계 강도와 비교된다. 이 비율은 기준 안테나가 등방성 복사체(irad) 인 경우의 G와 동일하다.
그러나 진정한 등방성 복사체는 만들 수 없으므로 실제로는 다른 안테나가 사용된다. 이것은 종종, 모든 주파수에 대하여 매우 잘 이해되고 반복될 수 있고, 쉽게 구축 될 수 있는 반 파장 다이폴 안테나 (반파 쌍극자 안테나)이다. 반 파장 다이폴의 지향 이득은 1.64로 알려져 있으며 거의 100 % 효율로 만들 수 있다. 이득은 이 기준 안테나에 대해 측정되기 때문에, 시험 안테나의 이득의 차이는 종종 쌍극자의 이득과 비교된다. 따라서 "다이폴과 관련된 게인"은 혼동을 피하기 위해 "dBi"대신 "dBd"로 종종 인용되며 표시된다. 그러므로, 등방성 복사체에 대한 진정한 이득 G에 대하여, 이 수치는 다음과 같이 주어진다.
{\displaystyle G_{dBd}=10\cdot \log _{10}\left({\frac {G}{1.64}}\right)}
예를 들어, 이득 G = 5 인 상기 안테나는 다이폴 안테나에 대하여 5 / 1.64 = 3.05의 이득을 가지거나, 데시벨 (decibels)로는 10 log (3.05) = 4.84 dBd의 게인을 가진다. 일반적으로 :
{\displaystyle G_{dBd}=G_{dBi}-2.15dB}
dBi와 dBd 둘 다 공통으로 사용된다. 안테나의 최대 이득이 제조업체 등에 의하여 데시벨로 지정되면, 등방성 방사체에 대한 게인인지 쌍극자에 대한 게인인지를 확인해야 한다. "dBi" 또는 "dBd"를 지정하면 모호성이 없지만 "dB"만 지정되면 상세 인쇄물을 참조해야한다. 어느 수치도 위의 관계를 사용하여 다른 수치로 쉽게 변환 될 수 있다.
안테나의 지향성 패턴을 고려할 때에는, "다이폴에 대한 이득"은 각 방향에 대한 안테나 이득과 그 방향의 쌍극자 이득의 비교를 의미하는 것이 아니다. 오히려 그것은 쌍극자의 "최대" 이득 (1.64)에 대한 각 방향의 안테나 이득 사이의 비교이다. 따라서 모든 방향에서 그 수치는 dBi로 표현 된 이득보다 2.15 dB 더 작다.

## 부분 이득
부분 이득은 전력 이득으로 계산되지만 특정한 편광에 대한 것이다. 이는 주어진 편광에 대한 방사선 세기 {\displaystyle U}의 일부값을  등방성 안테나의 전체 방사 강도로 나눈 값이다.
{\displaystyle G_{\theta }=4\pi \left({\frac {U_{\theta }}{P_{\mathrm {in} }}}\right)}
{\displaystyle G_{\phi }=4\pi \left({\frac {U_{\phi }}{P_{\mathrm {in} }}}\right)}
여기서 {\displaystyle U_{\theta }}과 {\displaystyle U_{\phi }}는 각각의 E 필드 성분에 포함된 주어진 방향의 방사선 세기를 나타낸다.
이 정의의 결과로, 우리는 안테나의 전체 이득이 임의의 2 개의 직교 편광에 대한 부분 이득의 합이라는 결론을 내릴 수있다.
{\displaystyle G=G_{\theta }+G_{\phi }}

## 계산 예
무손실 안테나의 방사 패턴이 아래와 같다고 가정하자.
{\displaystyle U=B_{0}\,\sin ^{3}(\theta )}
이러한 안테나의 이득을 계산해 보자
해답 :
먼저 이 안테나의 최대 방사 강도를 구한다.
{\displaystyle U_{\mathrm {max} }=B_{0}}
전체 방사 전력은 모든 방향에서 적분하여 구할 수 있다.
{\displaystyle P_{\mathrm {rad} }=\int _{0}^{2\pi }\int _{0}^{\pi }U(\theta ,\phi )\sin(\theta )\,d\theta \,d\phi =2\pi B_{0}\int _{0}^{\pi }\sin ^{4}(\theta )\,d\theta =B_{0}\left({\frac {3\pi ^{2}}{4}}\right)}
{\displaystyle D=4\pi \left({\frac {U_{\mathrm {max} }}{P_{\mathrm {rad} }}}\right)=4\pi \left[{\frac {B_{0}}{B_{0}\left({\frac {3\pi ^{2}}{4}}\right)}}\right]={\frac {16}{3\pi }}=1.698}
안테나는 무손실로 규정되어 있기 때문에 방사 효율은 1이다. 최대 이득은 다음과 같다.
{\displaystyle G=E_{antenna}\cdot D=(1)(1.698)=1.698}
{\displaystyle G_{dBi}=10\,\log _{10}(1.698)=2.30\,\mathrm {dBi} }
반파 쌍극자의 이득과 관련하여 표현하면, 아래와 같다:
{\displaystyle G_{dBd}=10\,\log _{10}(1.698/1.64)=0.15\,\mathrm {dBd} }

## 실현 이득
IEEE Standard 145-1993에 따르면, 실현 이득은 "지정된 임피던스에 대한 안테나 입력 임피던스의 불일치로 인한 손실로 인해" 감소한다는 점에서 위의 이득 정의와 다릅니다. 이러한 불일치로 인해 위에서 설명한 발산 손실(dissipative loss) 이상의 손실이 발생한다. 따라서 실현 이득 값은 항상 이득 값보다 작게된다.
이득을 실현 이득과 구별하기 위해 추가 설명이 필요하다면, 이를 절대 이득으로 표시 할 수 있다.

## 총 방사 전력 (TRP)
총 방사 전력은 소스 전력이 측정에 포함될 때 안테나에 의해 방사되는 모든 RF 전력의 합계이다. TRP는 와트 또는 이와 동등한 대수 표현으로 표현되며 대개 dBm 또는 dBW이다.
TRP는 시험중인 모바일 장치의 신체 및 손과 같은 전력 흡수 손실이 매우 근접한 상태에서 측정 할 수 있다.
TRP는 신체 손실 (BoL)을 결정하는 데 사용될 수 있다. 신체 손실은 손실이있을 때 측정 된 TRP와 자유 공간에서 측정 된 TRP의 비율로 간주된다.

## 같이 보기
- Antenna
- Antenna measurement
- Antenna effective area
- Cardioid

## 서지
- Antenna Theory (3rd edition), by C. Balanis, Wiley, 2005, ISBN 0-471-66782-X
- Antenna for all applications (3rd edition), by John D. Kraus, Ronald J. Marhefka, 2002, ISBN 0-07-232103-2

 이 문서는 다음을 포함합니다: 퍼블릭 도메인 자료 - 총무청 문서 "연방 표준 1037C" (MIL-STD-188 지원).